# България (кораб)
„България“ е български кораб, построен в корабостроителницата в Нюкасъл.
На 2 август 1894 г. приключват изпитванията на построения във Великобритания параход, по поръчка на Фердинанд. Цената му е била 568 000 златни лева (23 000 английски лири).
На 23 октомври 1908 г. на борда на парахода в сикунското пристанище Тодор Паница се среща с втория капитан и негов съученик Ангелов.
През 1924 г. параходът се използва за пътнически превози по линията Варна - Бургас — Цариград — Дедеагач — Кавала — Солун — Пирея — Хиос — Митилини. През 1935 г. извършва редовни курсове до Порт Саид.